# سرآشپز ارشد
سرآشپز ارشد (فرانسوی: Chef de cuisine‎؛ ‏تلفظ فرانسوی: [ʃɛf.də.kɥi.zin]) یا سرآشپز اول، سرآشپزی است که سرپرستی آشپزخانه و سایر آشپزهای آنجا را به عهده دارد. سرآشپز سرپرست یا سرآشپز اجرایی به سرآشپزی می‌گویند که ادارهٔ چندین آشپزخانه و کارکنان آن را به عهده دارد.